# Vườn quốc gia New England
Vườn quốc gia New England là vườn quốc gia tọa lạc trên Vườn quốc gia nằm trên Northern Tablelands ở vùng New England của New South Wales, Australia, 560 km về phía bắc của Sydney. Vườn có cự ly khoảng 10 km về phía nam thác Way, chỉ 85 km về phía đông Armidale và 65 km về phía tây Dorrigo. Ebor, cách 20 km là làng gần nhất với vườn quốc gia New England.